# Чемпіонат УРСР з легкої атлетики 1954
Чемпіонат УРСР з легкої атлетики 1954 року серед дорослих відбувся 3-7 жовтня в Одесі.
На змаганнях було встановлено два республіканські рекорди. Киянин Костянтин Самохвалов вперше в історії української легкої атлетики стрибнув у потрійному за 15-метрову позначку (15,50 м), а львів'янин Юрій Кутенко встановив перший в своїй спортивній кар'єрі республіканський рекорд у десятиборстві (7449 очок).

## Медалісти

### Чоловіки
| Дисципліни                | Золото                                 | Золото       | Срібло                                  | Срібло    | Бронза                                  | Бронза    |
| ------------------------- | -------------------------------------- | ------------ | --------------------------------------- | --------- | --------------------------------------- | --------- |
| 100 метрів                | Юрій Мойсеєнко Харківська обл.         | 10,7         | В. Тюрін Київська обл.                  | 10,8      | Юрій Карпюк Київська обл.               | 10,8      |
| 200 метрів                | Юрій Карпюк Київська обл.              | 22,3         | Юрій Мойсеєнко Харківська обл.          | 22,4      | Олександр Полянський Запорізька обл.    | 22,4      |
| 400 метрів                | Іван Бондаренко Одеська обл.           | 49,4         | Степан Донченко Київська обл.           | 50,0      | Семен Панченко Сталінська обл.          | 50,1      |
| 800 метрів                | Олексій Іванов Одеська обл.            | 1.52,4       | Микола Бєлокуров Дніпропетровська обл.  | 1.53,4    | Степан Донченко Київська обл.           | 1.53,8    |
| 1500 метрів               | Микола Бєлокуров Дніпропетровська обл. | 3.52,8       | Віктор Перепелиця Миколаївська обл.     | 3.55,6    | Олексій Іванов Одеська обл.             | 3.57,8    |
| 5000 метрів               | Віктор Перепелиця Миколаївська обл.    | 14.57,2      | Григорій Басалаєв Дніпропетровська обл. | 15.01,2   | В. Козлов Київська обл.                 | 15.04,4   |
| 10000 метрів              | Іван Покусаєв Одеська обл.             | 31.43,0      | Павло Жарий Харківська обл.             | 31.46,4   | Н. Здот Запорізька обл.                 | 31.46,6   |
| 110 метрів з бар'єрами    | Юрій Живолович Львівська обл.          | 15,2         | Борис Юшко Київська обл.                | 15,3      | Валерій Полозов Дніпропетровська обл.   | 15,5      |
| 200 метрів з бар'єрами    | Семен Кріцштейн Вінницька обл.         | 24,9         | Борис Юшко Київська обл.                | 25,2      | Семен Панченко Сталінська обл.          | 25,4      |
| 400 метрів з бар'єрами    | Семен Кріцштейн Вінницька обл.         | 55,7         | Борис Юшко Київська обл.                | 56,2      | Степан Донченко Київська обл.           | 56,3      |
| 3000 метрів з перешкодами | Олександр Нечипоренко Кримська обл.    | 9.24,0       | В. Козлов Київська обл.                 | 9.24,2    | Є. Янков                                | 9.40,2    |
| 4х100 метрів              | Львівська обл.                         | 43,4         | Дніпропетровська обл.                   | 43,6      | Запорізька обл.                         | 44,0      |
| 10000 метрів              | Володимир Голубничий Київська обл.     | 45.06,8      | Володимир Маєвський Київська обл.       | 45.43,2   | Яків Зуй Запорізька обл.                | 46.06,8   |
| Стрибки у висоту          | Євген Вансович Одеська обл.            | 1,95 м       | Володимир Сіткін Житомирська обл.       | 1,95 м    | Альберт Шарикін Київська обл.           | 1,90 м    |
| Стрибки з жердиною        | Віталій Чорнобай Львівська обл.        | 4,35 м       | Володимир Гусак Львівська обл.          | 4,25 м    | А. Зеленцов Київська обл.               | 3,90 м    |
| Стрибки у довжину         | Валентин Сажнєв Харківська обл.        | 6,95 м       | Генріх Черв'як Львівська обл.           | 6,94 м    | Костянтин Самохвалов Київська обл.      | 6,84 м    |
| Потрійний стрибок         | Костянтин Самохвалов Київська обл.     | 15,50 м NR   | Володимир Кацман Одеська обл.           | 14,71 м   | Дмитро Єфремов Київська обл.            | 14,56 м   |
| Штовхання ядра            | Микола Банченко Київська обл.          | 15,43 м      | В. Рябченко Одеська обл.                | 14,01 м   | Віталій Шабленко Ворошиловградська обл. | 13,85 м   |
| Метання диска             | Анатолій Михайленко Київська обл.      | 47,81 м      | Микола Банченко Київська обл.           | 46,31 м   | В. Дудник Київська обл.                 | 46,14 м   |
| Метання молота            | Федір Ткачов Київська обл.             | 58,10 м      | В. Білоусов Кримська обл.               | 56,10 м   | Дмитро Єгоров Київська обл.             | 56,07 м   |
| Метання списа             | Іван Каптюх Запорізька обл.            | 65,72 м      | Юрій Кутенко Львівська обл.             | 64,36 м   | М. Асєєв Запорізька обл.                | 63,64 м   |
| Десятиборство             | Юрій Кутенко Львівська обл.            | 7449 очок NR | А. Ципколенко Одеська обл.              | 6369 очок | Валерій Полозов Дніпропетровська обл.   | 6140 очок |

### Жінки
| Дисципліни            | Золото                            | Золото    | Срібло                                 | Срібло    | Бронза                               | Бронза    |
| --------------------- | --------------------------------- | --------- | -------------------------------------- | --------- | ------------------------------------ | --------- |
| 100 метрів            | Галина Безбородова Київська обл.  | 12,3      | Л. Старшинова Львівська обл.           | 12,5      | Людмила Радченко Київська обл.       | 12,6      |
| 200 метрів            | Поліна Солопова Одеська обл.      | 25,9      | Л. Старшинова Львівська обл.           | 26,8      | Л. Бакурова Дніпропетровська обл.    | 26,9      |
| 400 метрів            | Поліна Солопова Одеська обл.      | 58,0      | Дора Барахович Київська обл.           | 59,6      | А. Завалішина Ворошиловградська обл. | 1.00,1    |
| 800 метрів            | Дора Барахович Київська обл.      | 2.13,1    | Л. Бондаренко Запорізька обл.          | 2.13,2    | А. Завалішина Ворошиловградська обл. | 2.17,7    |
| 80 метрів з бар'єрами | Ніна Гордієнко Київська обл.      | 12,1      | Валентина Банникова Київська обл.      | 12,3      | В. Прожоріна Київська обл.           | 12,3      |
| 4х100 метрів          | Львівська обл.                    | 50,6      | Київська обл. ІІ                       | 50,9      | Дніпропетровська обл.                | 51,3      |
| Стрибки у висоту      | Галина Сегень Київська обл.       | 1,60 м    | Валентина Сердюкова Київська обл.      | 1,55 м    | С. Костюкова Львівська обл.          | 1,50 м    |
| Стрибки у довжину     | Галина Сегень Київська обл.       | 5,74 м    | М. Архангельська Дніпропетровська обл. | 5,54 м    | Лідія Калинець Львівська обл.        | 5,50 м    |
| Штовхання ядра        | Воля Смирнова Чернівецька обл.    | 13,13 м   | Лідія Навроцька Львівська обл.         | 12,51 м   | Раїса Близнецова Харківська обл.     | 12,25 м   |
| Метання диска         | Альбіна Рутковська Вінницька обл. | 44,22 м   | Валентина Сбитнєва Одеська обл.        | 40,99 м   | Людмила Іщенко Одеська обл.          | 40,95 м   |
| Метання списа         | Ганна Баштакова Київська обл.     | 45,38 м   | Лідія Навроцька Дніпропетровська обл.  | 43,81 м   | Л. Чатченко Київська обл.            | 41,84 м   |
| П'ятиборство          | Галина Сегень Київська обл.       | 3892 очки | Лідія Калинець Львівська обл.          | 3562 очки | В. Удовенко Ворошиловградська обл.   | 3494 очки |